# Veřejná růže
Veřejná růže (v originále La rose publique) je surrealistická sbírka intimní poezie, napsaná Paulem Eluardem v roce 1934. 
Sbírka obsahuje celkem 19 básní psaných volným veršem a jednu báseň v próze (Za jednoho velmi chladného odpoledne). Převážnou část básní tvoří milostná lyrika. Ústřední téma ženy jako motivu erotické touhy je pojednáno v mnoha variacích, v nichž je vynanézavě uplatněna surrealistická metoda volného proudu asociací. Časté je spojení tématu ženy s motivem krajiny, ve shodě s názvem sbírky se najednou uplatňuje i asociativní vazba žena - růže. Dominantní tendence tělesné lásky vystupuje v celé škále žádostí od polibku až k vrcholnému milostnému splynutí v křehkých i vášnivých, ale vždy výsostně poetických obrazech.
Závěrečná báseň sbírky Man Ray, z oddílu Týmiž slovy je věnována významnému surrealistickému malíři a fotografovi. 
Osobitým znakem Eluardovy surrealistické poetiky je kupení trsu asociací na stejné téma, formálně vyjádřené spojením do jednotlivých strof básní (na rozdíl od volně plynoucího asociativního proudu poetiky Bretonovy).